# دوري السوبر الإندونيسي 2010–11
دوري السوبر الإندونيسي 2010–11 (بالإندونيسية: Divisi Utama Liga Indonesia 2010–2011)‏ هو موسم من الدوري الإندونيسي الممتاز ‏. فاز فيه Persiba Bantul ‏.